# Jean-Baptiste Pressavin
Jean-Baptiste Pressavin (* 30. März 1734 in Beaujeu; † nach 1799) war ein französischer Arzt und Politiker während der französischen Revolution.

## Leben
Jean-Baptiste Pressavin entstammte einer Adelsfamilie. Er war der Sohn von Louis Pressavin († 1766) und Catherine de la Font de Pougelon. In Lyon war er als Allgemeinarzt und Chirurg tätig.
Pressavin war Mitglied des Collège Royal de Chirurgie in Lyon. Dort stand er auf Seiten der französischen Revolution, rettete aber einige Verurteilte vor der Guillotine. Als Abgeordneter des damaligen Départements Rhône-et-Loire (1790–1793) war er vom 6. September 1792 bis 26. Oktober 1795 Mitglied des französischen Nationalkonvents. Dort belegte er die Sitze der Bergpartei („Montagne“). Diese den Jakobinern und den Cordeliers nahestehende Gruppierung begünstigte die republikanische Verfassung gegen den Widerstand der Girondisten. Jean-Baptiste Pressavin stimmte für die Hinrichtung von König Ludwig XVI. am 21. Januar 1793. Maximilien de Robespierre bezeichnete ihn jedoch als Abtrünnigen („infâme“) und schloss ihn aus den Reihen der Jakobiner aus. Somit durchlebte Jean-Baptiste Pressavin von 1793 bis 1794 schwierige Zeiten. Vom 11. April 1798 bis 26. Dezember 1799 war er allerdings wieder Vertreter des Département Rhône im Rat der Fünfhundert.

## Leistungen
Sein 1770 publiziertes Werk über die „Dämpfe“ oder über die „Nervenkrankheiten“ ist im Stil der englischen Vorbilder – insbesondere von George Cheyne (1671–1743) – verfasst. Im Vorwort des Werks sind  Angriffe gegen die damals im revolutionären Frankreich vielbesuchten öffentlichkeitsbildenden Kaffeehäuser und gegen den dort gepflegten Genuss heißer Getränke enthalten, offenbar im etwas radikalen Bestreben nach Rückkehr zu einer moralischen und natürlichen Lebensweise:

„Die meisten Männer werden mit Recht kritisiert, weil sie degeneriert sind, indem sie die Schlaffheit, die Gewohnheiten und Neigungen der Frauen angenommen haben; es fehlt nur noch die Ähnlichkeit der körperlichen Konstitution. Exzessiver Genuss heißer Getränke beschleunigt die Metamorphose und macht die beiden Geschlechter fast gleichartig, sowohl körperlich als auch moralisch. Wehe der menschlichen Rasse, wenn dieses Vorurteil seine Herrschaft auf das gemeine Volk ausdehnt: es wird dann keine Bauern, Handwerker und Soldaten mehr geben, denn bald werden sie der Stärke und Spannkraft beraubt sein, die für diese Berufe erforderlich sind.“

Klaus Dörner (1933–2022) schließt jedoch daraus, dass sich der Ernst dieser moralischen Einstellung kaum mit einer Sprechstundenpsychiatrie vergleichen lässt, wie sie sich in England zur Lebenszeit von George Cheyne ausbildete und in Frankreich eher den animalischen Magnetismus beförderte. Als vergleichbares und somit gemeinsames Zeichen der Zeit sei nur die Tatsache anzusehen, dass man der guten Gesellschaft gewisse Leidenschaften („Spleens“) zugestand, vor denen man das einfache Volk bewahren wollte.

## Werke
- L’Art de prolonger la vie et de conserver la santé, ou Traité d’hygiène. Cuchet, 1786.
- Traité des maladies vénériennes, où l’on indique un Nouveau Remède. Grabit, 1775